# Thomas Ohrner
Thomas Ohrner (Monaco di Baviera, 3 giugno 1965) è un attore e conduttore televisivo tedesco.
Fin da piccolissimo appare in numerosi spot pubblicitari.
Diventa famoso in Germania con la serie tv prodotta dalla televisione tedesca ZDF "Timm Thaler".